# Cine de Túnez

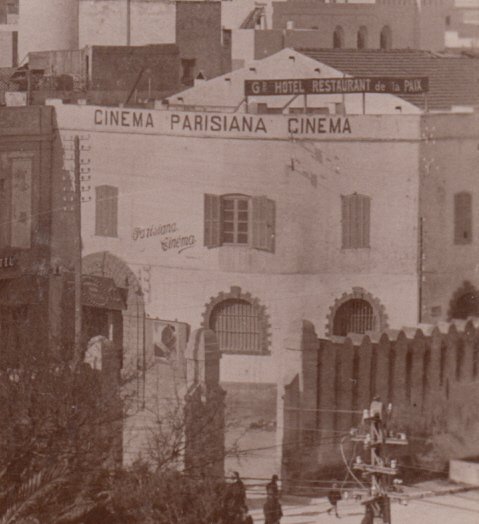
Postal antigua del Cinéma Parisiana en Sousse. Este edificio histórico fue un lugar de referencia para el entretenimiento en la ciudad tunecina.

El cine de Túnez está presente desde 1896, cuando los hermanos Lumière comenzaron a exhibir películas de animación en las calles de Túnez. En 1919, el primer largometraje producido en el continente del norte de África: Les cinq gentlemen maudits (Los cinco hombres malditos) se filmó en Túnez. En 1924, Samama-Chikli dirigió una película de tamaño medio llamada Ain Al-Ghazal (La chica de Cartago) convirtiéndose así en uno de los primeros cineastas nativos en el continente norteafricano. En 1966, el primer largometraje tunecino (95 minutos) Al-Fajr (The Dawn) fue dirigido y producido por Omar Khlifi ; fue filmada en una película de 35 mm. Túnez también es sede del Festival de cine de Cartago que se celebra desde 1966. El festival da prioridad a las películas de los países árabes y africanos. Es el festival de cine más antiguo del continente africano y del mundo árabe.
En 1927, la primera compañía de distribución de cine tunecina, Tunis-Film, comenzó sus actividades. Después de la independencia, las películas fueron producidas exclusivamente por Société Anonyme Tunisienne de Production et d'Expansion Cinématographique (SATPEC) que controlaba producciones de cine y filmación en el país en ese momento. Sin embargo, durante la década de 1980, surgieron empresas de producción privadas y estudios que querían hacer de Túnez el Mediterráneo de Hollywood. El productor Tarak Ben Ammar, sobrino de Wasila Bourguiba, logró atraer a grandes productoras para filmar dentro de sus estudios en Monastir. Las principales películas extranjeras se filmaron en Túnez, incluidos los Piratas de Roman Polanski y el Jesús de Nazaret de Franco Zeffirelli. Después de visitar Túnez, George Lucas se dejó seducir por la belleza natural y la auténtica arquitectura antigua de algunas ciudades del sur de Túnez, donde decidió filmar escenas importantes de Star Wars, así como de Indiana Jones. Además, Anthony Minghella filmó al ganador de nueve Premios de la Academia The English Patient en un oasis del sudoeste del país.
Cuando se trataba de producciones domésticas, eran raras: las pocas películas que se produjeron desde 1967 intentaron reflejar las nuevas dinámicas sociales, el desarrollo, la investigación de la identidad y el choque de la modernidad. Algunos de ellos lograron un éxito relativo fuera de Túnez, como La Goulette ( Halq El-Wadi 1996) dirigida por Ferid Boughedir que mostró un recuerdo de la vida comunitaria típica en el pequeño suburbio de La Goulette en un período donde los musulmanes, los judíos y Los cristianos vivieron juntos en tolerancia y paz. Halfaouine: Niño de las terrazas ( Asfour Stah 1990), del mismo director Boughdir es posiblemente el mayor éxito popular en la historia del cine tunecino. La película mostró la vida de un niño de Túnez (suburbio de Halfouine) en los años 60 que estaba en una búsqueda para comprender las relaciones, el mundo de las mujeres y cómo ser un hombre. En otra película anterior titulada Hombre de cenizas ( Rih Essedd 1986), Boughdir siempre describió a la sociedad tunecina sin temor ni favor y habló sobre la prostitución, la pedofilia y las relaciones interreligiosas entre los musulmanes tunecinos y los judíos tunecinos. En la película Bezness de 1991, habló sobre el emergente turismo sexual dentro del país. The Ambassadors (As-Soufraa 1975) dirigida por Naceur Ktari retrató la vida de los inmigrantes magrebíes en Francia y su lucha contra el racismo. La película ganó el Golden Tanit a la mejor película durante el Festival de Cine de Carthage en 1976, el premio especial del jurado del Festival Internacional de Cine de Locarno en el mismo año y ha sido clasificado en la categoría Un Certain Regard durante el Festival de Cine de Cannes de 1978.